# دنیس کلارسکوف
دنیس کلارسکوف (انگلیسی: Denice Klarskov؛ زاده ۱۸ آوریل ۱۹۸۶) یک بازیگر پورنوگرافی اهل دانمارک است.